# 竹森琴美
竹森 琴美（たけもり ことみ、2002年〈平成14年〉12月9日 - ）は、日本の俳優。鹿児島県出身。青年劇場所属。

## 来歴
鹿児島県出身。特技は空手であり、初段を取得している。姶良市立帖佐中学校、鹿児島高等学校卒業。2022年、秋田雨雀・土方与志記念青年劇場付属養成所卒業、同年入団。秋田雨雀・土方与志記念青年劇場所属。

## 舞台
- 「行きたい場所をどうぞ」- 瀬戸山美咲＝作 大谷賢治郎＝演出[3]
  - 2024上半期 - 石川、京都、東京、栃木、群馬、千葉[4]
  - 2024下半期 - 東京、山梨、神奈川、熊本、大分、鹿児島、福岡、千葉、愛知[5]